# Charlottenburg-Wilmersdorf
Charlottenburg-Wilmersdorf er det fjerde af Berlins tolv distrikter (tysk: Bezirke). Det udgøres af bydelene (tysk: Ortsteile) Charlottenburg, Wilmersdorf, Schmargendorf, Grunewald, Westend, Charlottenburg-Nord og Halensee. 
Med et areal på 64,7 km2 og et befolkningstal på 343.592 (2020) er Charlottenburg-Wilmersdorf det henholdsvis sjettestørste og fjerdefolkerigeste distrikt i Berlin. Med 5.311 indbyggere pr. km2 har distriktet byens sjettehøjeste befolkningstæthedsgrad. 
Distriktets lokale borgerrepræsentation (tysk: Bezirksverordnetenversammlung) domineres af partiet SPD med 15 ud af 55 pladser. Siden 2011 har Reinhard Naumann (SPD) været Charlottenburg-Wilmersdorf distriktsborgmester (tysk: Bezirksbürgmeister). Han udgør sammen med fire øvrige forvaltere (tysk: Bezirksstadträte), valgt af Charlottenburg-Wilmersdorfs borgerrepræsentation, distriktets daglige ledelse (tysk: Bezirksamt).
Under den kolde krig var distriktet en del af Vestberlin. Distriktet er præget af velhavende boligkomplekser og især området omkring Kurfürstendamm viser dets rigdom i forhold til resten af byen. 
Siden 5. januar 1968 er Charlottenburg-Wilmersdorf venskabsby med Gladsaxe. I Brienner Straße 12 finder man også den danske kirke Christianskirken.

## Charlottenburg-Wilmersdorfs bydele
Charlottenburg-Wilmersdorf er inddelt i følgende bydele:
| Bydele                   | Areal (km2) | Befolkningstal 31. december 2020 | Befolkningstæthed pr. km2 |
| ------------------------ | ----------- | -------------------------------- | ------------------------- |
| 0401 Charlottenburg      | 10,60       | 129.359                          | 12.204                    |
| 0402 Wilmersdorf         | 7,16        | 101.877                          | 14.229                    |
| 0403 Schmargendorf       | 3,59        | 22.733                           | 6.332                     |
| 0404 Grunewald           | 22,30       | 11.176                           | 501                       |
| 0405 Westend             | 13,50       | 41.328                           | 3.061                     |
| 0406 Charlottenburg-Nord | 6,20        | 19.422                           | 3.133                     |
| 0407 Halensee            | 1,27        | 15.497                           | 12.202                    |

## Politik

### Distriktsforvaltningen i Charlottenburg-Wilmersdorf
Den daglige politiske ledelse af distriktet varetages af følgende distriktsforvaltere:
| Distriktsforvaltere                  | Parti                 |
| ------------------------------------ | --------------------- |
| Distriktsborgmester Reinhard Naumann | SPD                   |
| Vicedistriktsborgmester Arne Herz    | CDU                   |
| Detlef Wagner                        | CDU                   |
| Oliver Schruoffeneger                | Bündnis 90/Die Grünen |
| Heike Schmitt-Schmelz                | SPD                   |

### Borgerpræsentationen i Charlottenburg-Wilmersdorf
Distriktets lokale borgerrepræsentation har siden distriktsvalget 18. september 2016 haft følgende sammensætning:
| Parti                 | Pladser |
| --------------------- | ------- |
| SPD                   | 15      |
| CDU                   | 13      |
| Bündnis 90/Die Grünen | 12      |
| FDP                   | 6       |
| AfD                   | 5       |
| Die Linke             | 4       |
| I alt                 | 55      |

### Internationale venskabsbyer
- Or Yehuda, Israel (siden 1966)
- Trento, Italien (siden 1966)
- Sutton, Storbritannien (siden 1968)
- Apeldoorn, Nederlandene (siden 1968)
- Gladsaxe, Danmark (siden 1968)
- Lewisham, Storbritannien (siden 1968)
- Split, Kroatien (siden 1970)
- Karmiel, Israel (siden 1985)
- Kyiv, Ukraine (siden 1991)
- Gagny, Frankrig (siden 1992)
- Międzyrzecz, Polen (siden 1993)
- Belváros-Lipótváros, Ungarn (siden 1998)
- Linz, Østrig (siden 1998)

### Nationale venskabsbyer
- Mannheim, Baden-Württemberg (siden 1962)
- Minden, Nordrhein-Westfalen (siden 1968)
- Rheingau-Taunus-Kreis, Hessen (siden 1972)
- Landkreis Forchheim, Bayern (siden 1974)
- Bad Iburg, Niedersachsen (siden 1980)
- Landkreis Waldeck-Frankenberg, Hessen (siden 1988)
- Landkreis Marburg-Biedenkopf, Hessen (siden 1991)
- Landkreis Kulmbach, Bayern (siden 1991)